# ایرنه جنا
ایرنه جنا (ایتالیایی: Irene Genna؛ ۴ ژانویهٔ ۱۹۳۱ – ۶ فوریهٔ ۱۹۸۶) بازیگر یونانی-ایتالیایی بود.
از فیلم‌هایی که وی در آن‌ها نقش داشته‌است، می‌توان به همیشه بهار است و عاشقان پیشین اشاره نمود.